# Frithjof Seidel
Frithjof Seidel, född 28 maj 1997 i Halle an der Saale, är en tysk konstsimmare och före detta simhoppare.

## Karriär

### Simhopp
Vid europeiska spelen 2015 i Baku tog Seidel brons tillsammans med Nico Herzog i parhopp från tremeterssvikten. Vid sommaruniversiaden 2019 i Neapel tog han silver i hopp från enmeterssvikten.

### Konstsim
Vid europeiska spelen 2023 i Oświęcim var Seidel en del av Tysklands lag som tog silver i fri kombination. Vid EM 2024 i Belgrad var Seidel en del av Tysklands lag som tog guld i det akrobatiska lagprogrammet.